# Епархия Катиолы
Епархия Катиолы (лат. Dioecesis Katiolaensis) — епархия Римско-Католической церкви с центром в городе Катиола, Кот-д’Ивуар. Епархия Катиолы входит в митрополию Корого. Кафедральным собором епархии Катиолы является церковь Иоанна.

## История
17 ноября 1911 года Святой Престол учредил апостольскую префектуру Корого, выделив её из апостольской префектуры Кот-д’Ивуара (сегодня — Архиепархия Абиджана).
15 мая 1952 года Римский папа Пий XII издал буллу «Inter adversa», которой преобразовал апостольскую префектуру Корого в апостольский викариат Катиолы.
14 сентября 1955 года Римский папа Пий XII издал буллу "Dum tantis", которой преобразовал апостольский викариат Катиолы в епархию. В этот же день епархию Катиолы вошла в митрополию Абиджана.
13 сентября 1963 года и 15 октября 1971 года епархия Катиолы передала часть своей территории для возведения новых епархий Абенгуру и Корого (сегодня — Архиепархия Корого).
19 декабря 1994 года епархия Катиолы вошла в митрополию Корого.

## Ординарии епархии
- епископ Pietro Maria Kernivinen S.M.A.[1] (1911—1921);
- епископ Joseph Diss S.M.A. (8.07.1921 — 1938);
- епископ Edmond Édouard Wolff S.M.A. (1939 — 4.08.1939);
- епископ Louis Wach S.M.A. (9.02.1940 — 1947);
- епископ Emile Durrheimer S.M.A. (17.10.1947 — 7.07.1977);
- епископ Jean-Marie Kélétigui (7.07.1977 — 10.10.2002);
- епископ Marie-Daniel Dadiet (10.10.2002 — 12.05.2004 — назначен архиепископом Корого);
- епископ Иньяс Бесси Догбо (19.03.2004 — 3.01.2021 — назначен архиепископом Корого);
  - Sede vacante (2021—2023);
- Honoré Beugré Dakpa (13.05.2023 — по настоящее время).

## Источник
- Annuario Pontificio, Libreria Editrice Vaticana, Città del Vaticano, 2003, ISBN 88-209-7422-3
- Bolla Inter adversa, AAS 44 (1952), стр. 755
- Bolla Dum tantis, AAS 48 (1956), стр. 113  (лат.)